# Harold Vincent Connolly
Harold Vincent  Connolly sau pe scurt „Hal” (n. 1 august 1931, Somerville, Massachusetts, SUA – d. 18 august 2010, Catonsville⁠(d), Comitatul Baltimore, Maryland, SUA) a fost un atlet american. El a câștigat la aruncarea ciocanului, medalia de aur la Jocurile Olimpice de vară din 1956 în Melbourne.

## Date biografice
Harold Connolly a luat parte între anii 1956 - 1968 la Jocurile Olimpice, câștigând medalia de aur numai în 1956. Însă câștigă de 12 ori titlul de campion național și a corectat de 7 ori recordul mondial la aruncarea ciocanului. Căsătoria lui în anul 1957 cu discobola cehă Olga Fikotová a cauzat un scandal în presa americană. „Hal“ va divorța de Olga în 1973 (sau 1975), se va recăsători cu atleta Pat Winslow și va deveni antrenor. În anul 2005 i se va ridica o statuie în postura de aruncarea ciocanului. În anul 1999 Harold recunoaște că la unele competiții sportive a fost dopat.

## Palmares olimpic
| An   | Competiție        | Locație                 | Loc | Note    |
| ---- | ----------------- | ----------------------- | --- | ------- |
| 1956 | Jocurile Olimpice | Melbourne, Australia    | 1   | 63,19 m |
| 1960 | Jocurile Olimpice | Roma, Italia            | 8   | 63,59 m |
| 1964 | Jocurile Olimpice | Tokio, Japonia          | 6   | 66,65 m |
| 1968 | Jocurile Olimpice | Ciudad de México, Mexic | 17  | 65,00 m |

## Recorduri personale
| Probă                | Performanță | Dată          | Locație |
| -------------------- | ----------- | ------------- | ------- |
| Aruncarea ciocanului | 71,26 m     | 20 iunie 1965 | Walnut  |